# Гюэль, Кристиан
Кристиан Элиен, в замужестве Кристиан Гюэль (фр. Christiane Elien (Christiane Guhel) — фигуристка из Франции, серебряная призёрша чемпионата мира 1962 года, чемпион Европы 1962 года, пятикратная чемпионка Франции 1958—1962 годов в танцах на льду.
Кристиан Элиен с 1955 по 1957 год выступала в паре с Claude Lambert, а с 1957 по 1962 год с Жаном Полем Гюэлем.

## Спортивные достижения
(с Claude Lambert)
| Соревнования/Сезоны | 1956 | 1957 |
| ------------------- | ---- | ---- |
| Чемпионаты мира     |      | 10   |
| Чемпионаты Европы   |      | 6    |
| Чемпионаты Франции  | 2    | 2    |

(с Жан Поль Гюэлем)
| Соревнования/Сезоны | 1958 | 1959 | 1960 | 1961 | 1962 |
| ------------------- | ---- | ---- | ---- | ---- | ---- |
| Чемпионаты мира     | 6    | 6    | 3    |      | 2    |
| Чемпионаты Европы   | 4    | 3    | 2    | 2    | 1    |
| Чемпионаты Франции  | 1    | 1    | 1    | 1    | 1    |